# Saturday Rock Action
Saturday Rock Action är Hawk Nelsons första EP släppt 2003.

## Låtlista
1. "The Grand Introduction"
2. "Overhelmed"
3. "Eighty-Six That (Anthem)
4. "As I Was"
5. "Jason's Song"
6. "Sheridan"
7. "Return To Me"
8. "Sheridan (Akustisk)"